# Fulga (Prahova megye)
Fulga község Prahova megyében, Munténiában, Romániában.  A hozzá tartozó települések: Fulga de Jos és Fulga de Sus. A községközpont Fulga de Jos.

## Fekvése
A megye délkeleti részén található, a megyeszékhelytől, Ploieștitől, harminckilenc kilométerre délkeletre, a Bilova patak mentén. 1969-ben egy vízerőművel felduzzasztották a patakot, a gát északi valamint déli oldalán található a két falu. 

## Története
Első írásos említése 1526-ból való, Smârciu néven, mely a mai Fulga de Sus. A 18. század első felében, Ilfov megyéből, az oszmán csapatok elől menekülő családok telepedtek le a község területén, megalapítva Fulga de Jos-t. Ebben az időszakban, a gyakori áradások miatt Smârciu lakosait áttelepítették a mai Fulga de Sus helyére. 
Fulga néven, először 1781-ből származó dokumentumok említik. Ekkor a havasalföldi Székely (Saac) megye részét képezte, egészen 1845-ig, amikor megalapították Prahova megyét. 
Az 1888 és 1907 között lezajlott parasztfelkelés egyik központja volt a megyében. 
Mindkét településen található egy-egy ortodox templom. A Fulga de Sus-it 1834-ben építették, 1892-ben felújították, a Fulga de Jos-it pedig 1890-ben emelték.

## Lakossága
| Nemzetiségek | 2002 | 2002   |
| ------------ | ---- | ------ |
| Románok      | 3870 | 99,69% |
| Romák        | 12   | 0,30%  |
| Összesen     | 3882 | 100,0% |

## Külső hivatkozások
- Adatok a településről
- 2002-es népszámlálási adatok
- Marele Dicționar Geografic al României